# Claridad (revista)
Claridad fue el órgano de difusión de la Federación de Estudiantes de la Universidad de Chile (FECH), que de hecho se convirtió en la revista de la generación de 1920, una de las primeras de una red de publicaciones del mismo nombre que nació en Francia en 1919 a raíz del llamado pacifista que hicieron Henri Barbusse y Anatole France en el manifiesto El resplandor en el abismo: lo que quiere el Grupo Claridad.
Su primer número apareció el 12 de octubre de ese año, fundada por los entonces jóvenes poetas Alberto Rojas Jiménez, Rafael Yépez Alvear y el periodista y escritor Raúl Silva Castro.
Su primera etapa de vida duró hasta 1926 (135 números), cuando fue interrumpida en vísperas de la dictadura de Carlos Ibáñez del Campo y resurgió brevemente durante 1931 para cerrar sus ediciones en 1932 (5 números más). El subtítulo fue en un comienzo “periódico de sociología, arte y actualidades”, pero después cambió por el de “Periódico de sociología, crítica y actualidades”. Más tarde con el mismo título de Claridad la FECH sacaría otra publicación, pero ya no sería una revista de influencia nacional, sino que se limitaría a ser un órgano estudiantil universitario.

## Historia
El grupo Claridad de Chile, que dio vida a la publicación homónima, cultivó de manera especial las ideas ácratas; en sus páginas que trataron temas estudiantiles, culturales, artísticos, políticos e ideológicos de una manera amplia y heterodoxa que difícilmente se ha vuelto a ver en Chile. Los objetivos de la revista fueron la lucha contra “el capitalismo, la oligarquía y los intereses creados”. El primer número salió a la calle el 12 de octubre de 1920, en medio de las disputa por la sucesión presidencial entre Arturo Alessandri por la Alianza Liberal y Luis Barros Borgoño por la conservadora Unión Nacional y el ascenso de la clase media y los sectores populares a la política.
La publicación fue la obra del grupo homónimo y con el tiempo tanto la revista como la figura del poeta mártir José Domingo Gómez Rojas, se transformaron en el símbolo de esta generación estudiantil e intelectual. Estaba inspirado en el grupo Clarté o ¡Claridad!, que había nacido en Francia y que pugnaba por los ideales pacifistas surgidos después de la Primera Guerra Mundial. Los principales postulados de ¡Claridad! estaban contenidos en el manifiesto de Anatole France y Henri Barbusse El resplandor en el abismo (lo que quiere el grupo Claridad), que además tuvo formato de libro y cuyos “capítulos más interesantes” fueron reproducidos en los números 3, 4, 5 y 6 de la revista chilena entre el 26 de octubre y el 13 de noviembre de 1920.
El segundo número dedicaba una nota a la convocatoria de los fundadores con el objeto de formar una “internacional del pensamiento” y reunir así a la “inmensa familia de los feligreses de la idea” e incitarlos a abandonar la “torre de marfil” y organizar la paz mundial inspirados en el socialismo:

“Se trata o de mantener o de rehacer totalmente, de un extremo a otro del mundo, el estatuto de la vida común. En el presente se impone la necesidad de organizar la vida social, según las leyes de la razón, y es por esto que se trabajará para preparar la República Universal, fuera de la cual no hay salud para los pueblos”.
Claridad, n.º2, 1920

France y Barbusse dirigieron en marzo de 1921, a través de José Ingenieros, un “Mensaje a los intelectuales y estudiantes de la América Latina” que en uno de sus párrafos principales decía:

“La realidad obliga a repudiar los viejos principios que han conducido a las sociedades al borde de los más terribles abismos, creando una situación que parece sin salida; todo lleva a creer que eran injustas y artificiosas las verdades intelectuales y morales afirmadas para justificar las intuiciones que servían la ley de los más violentos, permitiendo que algunos hombres ociosos explotaran masas considerables de sus semejantes y que ciertos países oprimieran a otros con escarnio de sus derechos autonómicos”.
Claridad, n.º15, 1921

Con el surgimiento de este grupo en Chile se consolidó entre los estudiantes el movimiento intelectual internacionalista y pacifista.
Los fundadores del periódico, que salía los sábados, fueron los jóvenes poetas Alberto Rojas Jiménez, Rafael Yépez Alvera y el periodista Raúl Silva Castro; al poco tiempo la dirección la continuó Carlos Caro —pronto Rojas y Yépez se alejaron, pero Silva continuó colaborando—, al que se le unieron luego José Santos González Vera y Juan Gandulfo. Los principales redactores fueron Eugenio González Rojas (elegido presidente de la FECH en 1922), que, inspirado en la novela de Romain Rolland, firmaba como Juan Cristóbal; Sergio Atria era Poil de Carotte y Juan Gandulfo, Juan Canerra y Juan Guerra.
El 22 de enero de 1921, en la sección «Los Nuevos», apareció una selección de poemas Pablo Neruda, con una introducción firmada por Fernando Ossorio, seudónimo de Silva Castro; fueron aquellos versos la primera publicación importante que Neftalí Reyes firmaba con el nombre que lo haría famoso. El poeta, que ese año llegó a Santiago a estudiar en el Instituto Pedagógico de la Universidad de Chile, se unió al grupo de colaboradores de la revista, donde usaba el seudónimo Sachka, lo cual rebelaba influencias de la literatura francesa y rusa.
Las caricaturas eran hechas por Chao, firma de Raúl Figueroa, también dibujante del vespertino La Época y la revista Sucesos. En Claridad Atria escribía crónicas humorísticas tituladas “Patrioterópolis” (un escarnio al sentimiento patriótico que profesaba la cultura oficial chilena promovida desde los poderes del Estado), y traducía poesía francesa. Acevedo Hernández y Pedro Sienna escribían crítica teatral. Juan Gandulfo generalmente elaboraba la portada o “Cartel”, que incluía una ilustración relacionadas con temas reivindicativos o el momento político. Fernando García Oldini, otro de sus elaboradores, escribió en el segundo número:

“Hosanna a ti, juventud de las rebeliones, optimismo de la tierra, semilla de redención... Hosanna a ti. 
Cuando tus músculos henchidos de cólera divinas, golpean el rostro de la iniquidad; y los mercaderes huyen del templo profanado, bajo la tempestad de tus anatemas...”.
Claridad, n.º2, 1920

Jorge Neut Latour (colaborador durante 1919 de Juventud, órgano de la FECH predecesor de Claridad), estaba encargado de la página internacional, y era el experto en materias de marxismo y socialismo. Alfredo Demaría, presidente de la Federación de Estudiantes en 1921, pasó los últimos meses de su mandato en la tertulia que se solía formar en la oficina de la revista: “Si escaseaba la colaboración escribía un artículo humorístico, otro de doctrina y alguna vez un tercero, de una sentada”.

## Claridady las vanguardias
Pablo Neruda, el joven poeta parralino, escribió semanalmente para Claridad algunos artículos en prosa, y le publicaron poemas en la sección «Los Nuevos», destinada a exponer los trabajos de los escritores emergentes. La labor del futuro Nobel en la revista fue muy fecunda (se han contabilizado sus colaboraciones en más de un centenar, entre las que figuraron varios poemas que luego formarían su primer libro, Crepusculario, entre ellas, el famoso «Farewell»).
En sus páginas escribieron los miembros de la bohemia que se reunió en torno a José Domingo Gómez Rojas y el grupo los Inmortales, así como Los Caimanes, donde participaban artistas y estudiantes de Medicina de la Universidad de Chile; también encontraron espacio algunos estudiantes católicos y, por supuesto, los jóvenes de la Asamblea de la Juventud Radical de Santiago que "coqueteaban" con el anarquismo: Santiago Labarca, Alfredo Larraín Niell y Rigoberto Soto Rengifo; casi todos los artistas vanguardistas locales.
El número 6 de la revista publicó el «Primer manifiesto Agú», que firmaban Juan Martín y Zain Guimel, este último era el seudónimo de Alberto Rojas Jiménez:

En un principio la emoción fue 
Agú: lo elemental, la voz alógica, 
el primer grito de la carne. 
Hoy sólo queda la palabra 
sobajeada y sobajeada, 
lunar postizo, colorete.
Claridad, n.º6, 1920

Los editores mantenían contacto con numerosas revistas de la vanguardia política e intelectual del continente especialmente las argentinas, entre ellas Insurrexit, de Buenos Aires; La Gaceta Universitaria, de Córdoba; Renovación de la Universidad de la Plata; las uruguayas Ariel, de los estudiantes, y Germinal, órgano del Partido Socialista de ese país, ambas de Montevideo; y de otros países como Justicia, semanario de La Habana; Solidaridad, semanario de la IWW de Chicago; Repertorio Americano de Costa Rica; A Plebe, periódico comunista de São Paulo; Vida Obrera, semanario sindicalista de Asturias y una larga lista de pequeños periódicos chilenos desde Arica hasta Punta Arenas.
Gracias a su continuidad, Claridad fue una de las revistas que más discutió ideológicamente. En sus páginas se reflejó la enorme búsqueda de una generación tras certezas ideológicas y que era profundamente ecléctica intelectualmente, pero que deseaba, por sobre todo, incidir radicalmente en la política chilena. Más allá de sus posiciones extremas y entre las muchas influencias intelectuales que se trasuntan de su lectura, una de las más importantes fue la de los españoles de la “Generación del 1898”. Según Mario Góngora, lo que la generación de Claridad tenía dentro de su bagaje ideológico, que no era marxista, era un:

[...] anarquismo intelectual libertario e individualista, la afirmación de un progreso infinito, que relativiza el valor de cada una de sus etapas, nada semejante a la creencia mesiánica de una sociedad sin clases –tal vez un vago nietzscheanismo, la visión de una ilimitada mutación de valores.
Mario Góngora. Ensayo histórico sobre la noción de Estado en Chile, siglos XIX y XX, Santiago, Universitaria, 1990, julio 2009

Si pudiéramos caracterizarlo, el ideal de Claridad fue de un individualismo político, anarquismo intelectual, internacionalismo proletario (aunque todos fueran estudiantes o intelectuales), pacifismo (por lo tanto antimilitarismo), obrerismo y antioligarquismo. Esta actitud, que se tradujo en una postura política, específica fue producto de un balance acerca del sistema parlamentarista chileno y del capitalismo. Siempre mantuvieron un diálogo crítico con el marxismo; en sus páginas campean las citas y los artículos de los principales ideólogos europeos del anarquismo (extraídos de revistas del Viejo Continente) y escasean las de Marx y Engels aunque discutieron profundamente a Lenin y sus trabajos sobre el Estado y el Imperialismo. Este análisis generacional los llevó a rechazar de plano todo el sistema y como es natural, el anarquismo les otorgó un sustento teórico a sus planteamientos iniciales.
La Revolución rusa fue uno de los más complejos de resolver para este grupo que había nacido con una gran influencia del “maximalismo” soviético. Desde los primeros números dedicaron una buena cantidad de editoriales a tratar el tema y una entrega especial la del 6 de noviembre de 1920, que primero valoraban enormemente el legado soviético.
Una parte importante de esta discusión la efectuaron en torno al problema nacional y la formación de un partido aliado a la Tercera Internacional. Si bien el anarquismo doctrinario de la mayoría de los integrantes del grupo rechazaba la participación en el sistema, valoraron la formación de un “partido de clase”. La lectura que hicieron fue que éste era necesario para:
“La formación de la conciencia de clase, de la cual carece la inmensa mayoría del proletariado chileno Esta es la razón por la que los obreros chilenos se están agotando estérilmente en el campo político, en luchas fratricidas desde distintos partidos burgueses”.

## La independencia orgánica e ideológica
Pero ya en 1923 se habían alejado ideológicamente del comunismo de la Tercera Internacional y la Revolución rusa y reafirmado su anarquismo intelectual, diletante y heterodoxo. Hacia 1924 se transformó en una revista independiente de la Federación de Estudiantes que desarrolló una fuerte crítica a la intervención militar en la política cuando sendos golpes de Estado sacaron y repusieron al presidente Arturo Alessandri (1920-1925).
Claridad desapareció poco antes del ascenso de [(Carlos Ibáñez del Campo)] al poder (1927-1931). Su renacimiento en 1931 mantuvo estas mismas líneas programáticas y editoriales pero la repentina muerte de Juan Gandulfo, la derrota política e histórica del anarquismo y la nueva etapa a la que estaba entrando el país terminaron por dispersar al grupo.

## Resurgimiento y muerte
Claridad interrumpió su aparición en 1926 y no volvió a editarse hasta 1931, cuando había caído la dictadura de Ibáñez. Pese a las intenciones del grupo, esta segunda época tuvo una corta vida, sin embargo, las líneas centrales se mantuvieron casi inalterables.
Nuevamente la influencia de los españoles se dejó sentir sobre el cruce entre nihilismo, nietzscheanismo y anarquismo. Un artículo titulado “Los escritores de España” de Julián Gorkin, traducido de Monde y publicado el 29 de agosto de 1931, analizaban la evolución de la Generación del 98. Según el autor, entre los viejos escritores españoles la influencia del individualismo y el nihilismo habían provocado un escepticismo intelectual: Miguel de Unamuno, que en su juventud había sido socialista, abandonó toda militancia y terminó justificándose sosteniendo la inexistencia de las clases sociales; Pío Baroja se había dedicado a combatir el socialismo debido a su profundo individualismo ya que, según él, la doctrina de izquierda significaba la muerte del individuo; En resumen, según Gorkin, los escritores españoles, siendo excepcionales en cuanto a su calidad estética, se habían alejado de las luchas políticas y sociales de su país; maximizando la importancia del individualismo y al hecho de llevar una vida mísera en un país donde el sesenta por ciento de la población era analfabeta.
El fenómeno estaba también marcado por una actitud errática en sus militancias políticas. Algunos habían tenido las más curiosas evoluciones pasando de revolucionarios y republicanos a monarquistas y conservadores, uno de los citados, Azorín había sido anarquizante, enseguida federalista para terminar al lado de un reaccionario como La Cierva, responsable del fusilamiento del ácrata Francisco Ferrer. En cuanto a la generación joven la tendencia que denomina “vanguardista” solo tenía actitudes snobistas, pero la de “avanzada” por fin estaba encontrando su camino. Mientras algunos se habían refugiado en el cómodo pasado, al igual que los conservadores como Ramón María del Valle-Inclán, otros como Joaquín Arderiuz se identificaban porque en casi toda su obra: “Encontramos al nihilista, al anarquizante, influenciado por Nietzsche y Dostoiewsky, como lo fue en su juventud Baroja”.
El anarquismo siguió siendo la doctrina eje a lo largo de toda la vida de la revista. Uno de los artículos más destacables de esta época apareció recién caída la dictadura de Ibáñez. Gaspar Ruiz escribió un texto fuerte pero lleno de ironía en el cual desliza una fina crítica hacia el poder:

“Mucho cuidado con nosotros. Somos la disciplina, somos la fuerza organizada y militante, en bloque tan compacto que a una sola voz nos movilizamos como un enorme y gigantesco cuerpo vivo. Un engendro paleontológico, un mamuth, cien mamuths no destruirían al embestir lo que la más mínima fracción de nuestros hombres en acción puede arrasar, descuajar, borrar del mundo orgánico”.
Claridad, Vol. 8 Núm. 136 (1931): Agosto 22.

El texto aparece ilustrado con la figura de un militar que blande una pistola humeante frente a un montón de cuerpos que yacen exánimes delante de un paredón.
Este escrito conforma uno de los últimos que desarrolla una fuerte crítica desde el individualismo anarquista que se negaba a reconocer al hombre como un “tornillo del organismo social” hacia el autoritarismo militar y al fascismo. Pero la elaboración ideológica no se condecía con el momento por el que estaban atravesando los trabajadores. El número 140 de la revista incluyó un reportaje a una gira de los ácratas que trataban de rearticularse después de la dictadura. Éstos, que no se habían sumado al ibañismo trataron de levantar una nueva central obrera. En diciembre de 1931 organizaron una gira por las principales ciudades del sur para dar vida a la Central General de Trabajadores, CGT. La revista también incluyó una entrevista al dirigente comunista disidente Manuel Hidalgo quien hacía declaraciones sobre los sucesos de Copiapó y Vallenar.
Pero al renacimiento le sobrevino lo inesperado. El 27 de diciembre de 1931 el automóvil en que Juan Gandulfo se dirigía a Casablanca a visitar a su madre, chocó con un recodo del camino. El joven médico de 36 años y su acompañante, Eduardo Barrenechea, resultaron muertos. En ese momento Gandulfo trabajaba en la clínica quirúrgica del doctor Lucas Sierra y su amigo era profesor del Instituto Pedagógico. El número 140 de Claridad incluyó su primer cartel:
“¡Siembra, Juventud! La tierra es propicia, el momento es único. Que el bruñido arado se desgaje en astillas al tatuar la corteza árida y dura que oculta la tierra fecunda. Que vuestras vértebras se gasten por el esfuerzo titánico del torso doblado tras la herramienta creadora. Que vuestro pecho se combe pleno de aire, así como el velamen de la nave en lucha con la tempestad”.
El homenaje de sus compañeros se dejó sentir en escritos de Manuel Rojas, González Vera, Sergio Atria, Santiago Ureta y Adolfo Allende. Las palabras de Manuel Rojas no pueden ser más elocuentes:

“[...] Juan Gandulfo revive. Lo veo hablar, lo veo reír, lo veo andar; se mueve, frunce los ojos, se le ensombrece el rostro de ira, se le ilumina de alegría; gesticula a veces como un meridional, amenaza, después arrulla; se echa hacia atrás riendo, con las manos en los bolsillos, y luego, cuando la risa llega a su clímax, se dobla violentamente, juntado las manos sobre las rodillas”.

A Gandulfo le seguiría, tres años después, Alberto Rojas Jiménez quien tuvo una muerte tan poética como su vida, alejada de convencionalismos sociales, la aprehensión por lo material y entregada al placer de la poesía. El ciclo vital de la generación de los años veinte llegaba a su fin, este era su último estertor. Claridad, “periódico de sociología, arte y actualidades” comenzó el 12 de octubre de 1920 con la muerte de Gómez Rojas símbolo de la lucha antioligárquica de la generación de los veinte y terminó el 21 de enero de 1932 con la muerte de Juan Gandulfo Guerra, su gestor y animador orgánico por más de once años. Los 140 números de la revista fueron el más fiel reflejo de una generación marcada paradójicamente por la vida y por la muerte, que vivió creando entre lo épico y lo dramático.